# Hòa Bình, Biên Hòa
Hòa Bình là một phường cũ thuộc thành phố Biên Hòa, tỉnh Đồng Nai, Việt Nam.

## Địa lý
Phường Hòa Bình nằm ở trung tâm thành phố Biên Hòa, ven sông Đồng Nai, có vị trí địa lý:
- Phía đông giáp phường Thanh Bình
- Phía tây giáp phường Bửu Long
- Phía nam giáp phường Hóa An qua sông Đồng Nai
- Phía bắc giáp phường Quang Vinh.

Phường Hòa Bình có diện tích 0,56 km², dân số năm 2022 là 9.283 người, mật độ dân số đạt 16.576 người/km².
Địa hình: Phường có địa hình tương đối bằng phẳng; thuận lợi trong việc giao thông phát triển ngành thương mại dịch vụ, kinh doanh buôn bán với ưu thế nằm dọc các tuyến đường chính của thành phố như Cách mạng tháng Tám, Nguyễn Văn Trị, Nguyễn Ái Quốc, vị trí giáp chợ Biên Hòa, là bến cảng thuận lợi cho các tiểu thương kinh doanh buôn bán.
Khí hậu: Do phường thuộc địa hình, vị trí ở khu vực Đông Nam Bộ, có khí hậu nhiệt đới gió mùa phân biệt 2 mùa mưa nắng rõ rệt: mùa mưa vào từ tháng 5 – 7, mùa nắng từ tháng 12 – 4 trong năm. Khí hậu tương đối ổn định, nên việc phòng tránh thiên tai, bão lụt có nhiều thuận lợi.

## Hành chính
Phường Hòa Bình được chia thành 5 khu phố: 1, 2, 3, 4, 5.

## Lịch sử
Theo sách Gia Định thành thông chí của Trịnh Hoài Đức (1820), địa bàn phường Hoà Bình thuộc thôn Tân Lân, làng Bình Trước, tổng Phước Vĩnh, tỉnh Biên Hòa. Trong kháng chiến chống Pháp (1945-1954), làng Bình Trước thuộc quận Châu Thành, từ năm 1948 thuộc thị xã Biên Hòa gồm 5 khu 8 ấp.
Sau năm 1975, xã Bình Trước chia thành các phường trung tâm thành phố Biên Hòa ngày nay, trong đó có phường Hòa Bình.
Về phía chính quyền Sài Gòn, năm 1963, quận Châu Thành đổi tên thành quận Đức Tu, trong đó xã Bình Trước có 5 khu, 8 ấp; phường Hòa Bình là khu 1 của xã Bình Trước. Người dân sinh sống chủ yếu bằng nghề nông nghiệp, thương mại dịch vụ, trong đó có nhiều người Hoa.
Ngày 28 tháng 9 năm 2024, Ủy ban Thường vụ Quốc hội ban hành Nghị quyết số 1194/NQ-UBTVQH15 về việc sắp xếp đơn vị hành chính cấp xã của tỉnh Đồng Nai giai đoạn 2023 – 2025 (nghị quyết có hiệu lực từ ngày 1 tháng 11 năm 2024). Theo đó, sáp nhập toàn bộ 0,56 km² diện tích tự nhiên và quy mô dân số là 9.283 người của phường Hòa Bình vào phường Quang Vinh.